# Ile Verte (Aldabra)
Ile Verte (dt.: „Grüne Insel“) ist eine kleine Insel der Republik der Seychellen im Atoll Aldabra. Sie liegt zusammen mit anderen Riffinseln im Innern der Lagune, südlich der Insel Malabar.

## Geographie
Die Insel liegt im Norden des Atolls am Südsaum der großen Schwesterinsel Malabar.